# John Freeman
John Freeman, född 29 januari 1880, död 23 september 1929, var en brittisk poet.
Freeman skrev regelbundet både poesi och recensioner i London Mercury. Bland ans arbeten märks Poems new and old (1920) och Collected poems (1928). Bland hans prosaarbeten märks A portrait of George Moore (1922) och Herman Melville (1925).